# Una estranea fra noi
Una estranea fra noi (A Stranger Among Us) è un film del 1992 diretto da Sidney Lumet.
Il film è un dramma poliziesco incentrato sulla figura di una detective il cui caso diventa occasione per esplorare un mondo distaccato dal tessuto sociale newyorkese, quello di una comunità ebraica ortodossa chassidica Lubavitch. Per delle similitudini con la trama, la critica ha associato la pellicola con Witness - Il testimone (1984), il cui il tema è la comunità degli Amish. Da notare nel ruolo del criminale Anthony Baldessarri l'attore James Gandolfini, nella sua prima apparizione cinematografica ufficiale.

## Trama
Emily Eden, brillante detective di New York, reduce dal ferimento d'un collega e amante, viene incaricata d'indagare su un caso di routine, un furto di gioielli appartenenti a uno scomparso gioielliere, membro d'una comunità d'Ebrei ortodossi, dal caratteristico abbigliamento e la rigida osservanza dei precetti religiosi, una società molto unita e con una loro lingua, lo yiddish, spiritualmente guidata dalla figura paterna dell'anziano Rebbe. Trovato ben presto il cadavere occultato nello stesso negozio, Emily propone alla guida spirituale di potersi infiltrare, convinta, a dispetto del di lui scetticismo, di potere individuare il colpevole tra la comunità. 
 Assistita dalla figlia adottiva del Rebbe, Leah, Emily impara presto le rigorose regole, come tenere un abbigliamento elegante ma molto sobrio e coperto, non stringere la mano agli uomini, la separazione tra tipi di cibo, l'astinenza da un qualsiasi lavoro il sabato... Più che contrariata, Emily rimane affascinata da quell'ambiente, così distante da quello cinico e frenetico in cui vive. 
 Tra lei e un affascinante Ariel, fratello di Leah, studioso della Torah, impiegato in un negozio d'orologi a Manhattan, si crea un sentimento che diviene una reciproca attrazione, ma l'uomo ha un dovere ineludibile con la comunità poiché dovrà succedere all'anziano Rebbe. Egli le spiega, tra l'altro, come un individuo abbia un'anima complementare chiamata bashert (il destino) con la quale dovrà unirsi. Fugando ogni speranza di Emily, Ariel le rivela d'avere una fidanzata che fino a quel momento non ha mai incontrato, se non vista in foto e sentita al telefono. Egli è convinto che sia il suo bashert, la donna con la quale dovrà sposarsi. 
 Un giorno nel negozio si presentano due delinquenti italo-americani per esigere il pagamento della "protezione", alludendo con spavalderia all'omicidio, ma in una loro visita successiva vengono ammanettati da Emily che li accusa d'esserne gli autori. I due soccombono durante un inseguimento negando in punto di morte ogni responsabilità. 
 Ritenuto chiuso il caso, Emily torna alla sua abitazione per ricevere presto la visita di Ariel - contravvenendo a ogni regola - che le riferisce l'imminente arrivo della sua futura moglie. Rosa dalla gelosia, Emily lo tenta baciandolo, ma egli le resiste. Tornati alla realtà i due ragionano sul caso in quanto scettici sulla responsabilità dei due criminali. I sospetti vertono su Mara, fidanzata della vittima, ragazza dal passato difficile e da loro riabilitata, inspiegabilmente in procinto di lasciare la comunità; infatti l'incontrano presso casa con del denaro e i gioielli rubati. È armata e tiene in ostaggio Leah. Col calcio della pistola, Mara tramortisce Emily. Ariel è costretto a spararle con un'arma che Emily gli ha procurato. 
 Emily assiste in disparte alla cerimonia nuziale per poi eclissarsi e tornarsene nel suo ambiente: la sua missione in quello dei Lubavitch è finita.